# Irredentismo italiano in Corsica

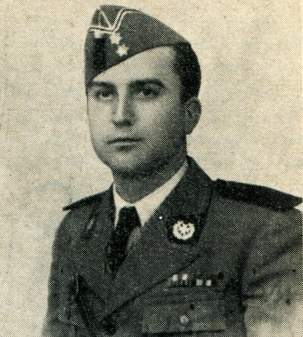
Pietro Giovacchini, massimo esponente dell'Irredentismo italiano in Corsica nei primi anni quaranta.

L'Irredentismo italiano in Corsica è stato un movimento politico e culturale, sostenuto da Italiani e da corsi che, identificandosi come italiani, chiedevano l'annessione dell'isola all'Italia, rifiutando l'appartenenza alla Francia.

## Caratteristiche
La Corsica ha storicamente fatto parte di diversi Stati italiani, tra i quali la Repubblica di Pisa e la Repubblica di Genova, che a seguito di una pluridecennale rivolta indipendentista còrsa, guidata da Pasquale Paoli, fu costretta a cederla di fatto (poiché si trattò soltanto della cessione, da parte del Banco di San Giorgio, del diritto di esazione dei tributi) ai francesi con il trattato di Versailles del 1768.
La conquista francese della Corsica, proclamatasi stato indipendente, fu contrastata da Pasquale Paoli, che aveva fondato a Corte, nel cuore dell'isola, una Università in lingua italiana per la preparazione delle classi dirigenti còrse (che sino a quel momento avevano storicamente fatto riferimento all'Università di Pisa quale sede di istruzione superiore) e confermato l'uso già lungamente stabilito della lingua italiana come lingua colta ed ufficiale dell'isola.
Del resto fin dall'anno mille la situazione etnico-linguistica della Corsica era stata fortemente influenzata (specie nella parte settentrionale dell'isola) dal contatto diretto con i dialetti toscani di tipo pisano, anche a seguito degli ingenti ripopolamenti effettuati dai governanti pisani favoriti dalla notevole vicinanza geografica.
Dal XIII al XVIII secolo i pisani vennero sostituiti dai genovesi, i quali insediarono interi borghi di lingua ligure (Bonifacio e Calvi) ma, pur introducendo un qualche influsso genovese nei dialetti locali, di fatto proseguirono nell'utilizzo del pisano illustre come lingua scritta e di cultura. Questo spiega il motivo per cui nel Rinascimento, e fino alla conquista francese, in Corsica l'unica lingua utilizzata nelle comunicazioni scritte era l'italiano, impiegato nei documenti ufficiali e poi solo notarili sino alla sua totale proibizione sotto Napoleone III all'indomani della conclusione della seconda guerra d'indipendenza italiana.
Gli irredentisti còrsi hanno cercato attivamente l'unificazione all'Italia solo a partire dai primi decenni del XX secolo, e con maggiore intensità quando l'irredentismo fu promosso dal Fascismo.

## Storia
Sul finire del XVIII secolo iniziò a crearsi in Corsica una sensibilità identitaria che, di fronte al montare della cultura francofona, si coagulò attorno alla valorizzazione della lingua italiana e del suo dialetto corso.
I primi chiari segnali di questo risveglio risalivano alla metà dell'Ottocento, in coincidenza con la crisi del movimento bonapartista. Saltando volutamente il secolo francese dominato da Napoleone sino ad allora trascorso, il movimento rivendicativo si ispirava al recupero della tradizione nazionale còrsa del XVIII secolo ispirata a Pasquale Paoli.
Un gruppo di còrsi, prima esiguo e poi sempre più folto, slegato dalle formazioni politiche, aveva però iniziato un'attività di base che puntava alla difesa della lingua, dell'identità e della storia locali già almeno dal 1838-1839, periodo del soggiorno sull'isola (soprattutto in veste di filologo) di Niccolò Tommaseo.

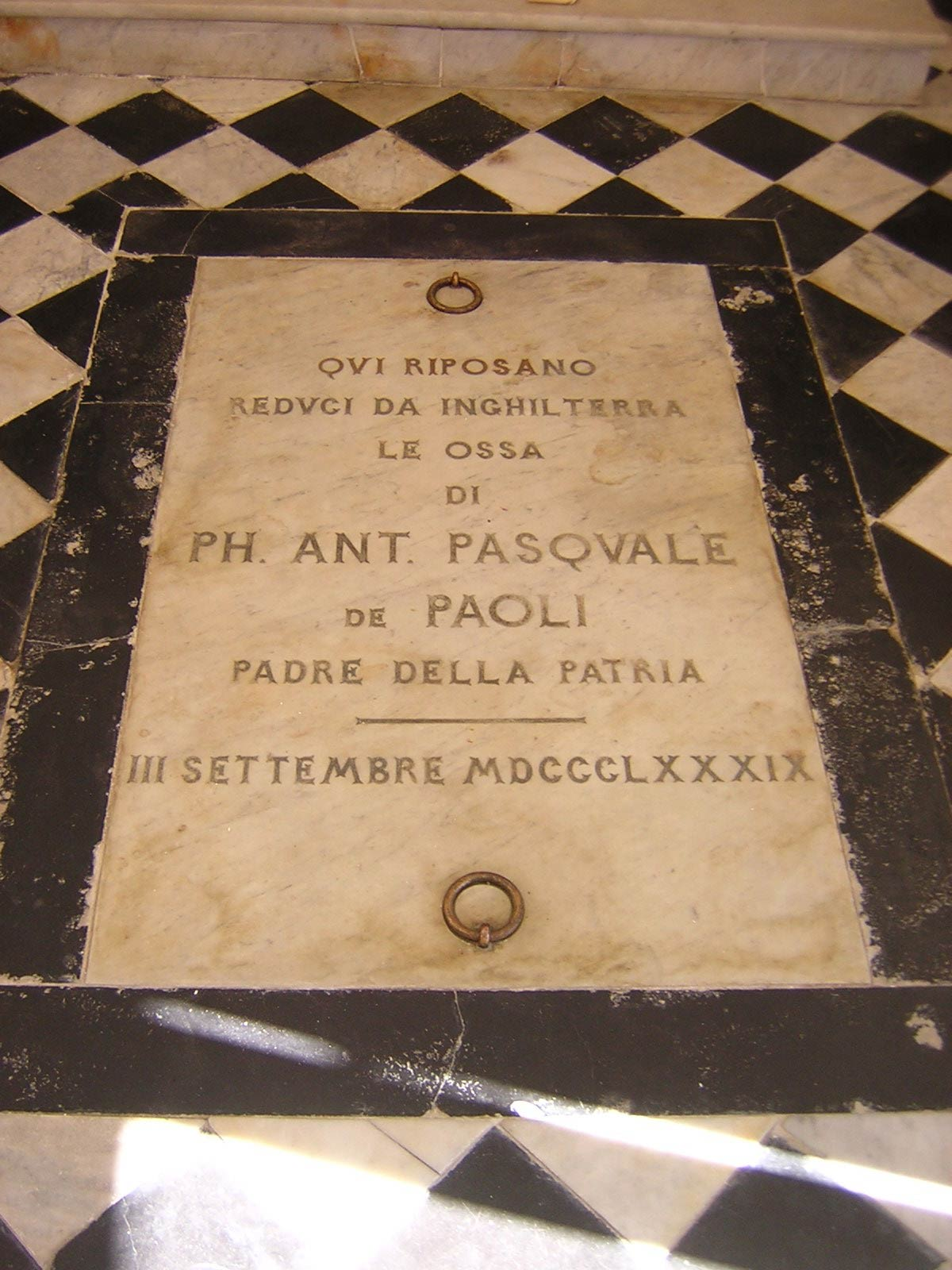
Lapide tombale di Pasquale Paoli nella cappella ricavata presso la casa natale a Morosaglia, quando il corpo vi fu trasportato in patria nel 1889. L'iscrizione è in italiano.

Tommaseo, con l'aiuto del poeta e magistrato di Bastia Salvatore Viale (1787-1861), studiò il vernacolo còrso e ne celebro la ricchezza e la purezza (lo definì come il più puro dei dialetti italiani), contribuendo al nascere dei primi germi di una coscienza linguistica e letteraria autonoma ed irredentista nell'ambito della élite isolana raccolta attorno a Viale.
Salvatore Viale, nella sua premessa all'edizione del 1843 dei Canti popolari corsi, stampato a Bastia ed esplicitamente dedicata "ai lettori corsi", stila un vero e proprio manifesto ideologico nel quale egli - magistrato dello Stato francese - rivendica con chiarezza e libertà l'identità còrsa come antitetica a quella francese e la sua naturale appartenenza all'area culturale italiana. Eccone il passaggio più significativo:
In quei decenni - e lo resterà sino alla fine dell'Ottocento - il vernacolo corso era considerato adatto solo a soggetti "giocosi", "farseschi" (come la Dionomachìa) o "popolareschi" (le canzoni), mentre per i soggetti "seri" la scelta di chi rifiutava l'assimilazione francese era istintivamente quella dell'italiano.
Nel 1889 furono fatte rientrare in Corsica da Londra, dopo un esilio di 82 anni, le ossa di Pasquale Paoli. Nell'austera cappella ricavata nella sua casa natale, l'iscrizione della lapide che ne sigilla la tomba è significativamente scritta in italiano.
Del resto la Corsica fu coinvolta solo superficialmente nel Risorgimento, il processo unitario italiano, salvo l'eccezione di alcuni intellettuali locali legati al Tommaseo ed al Viale che consideravano, come nei secoli passati, "terraferma" l'Italia piuttosto che il continente francese.
Né vi fu mai da parte del Regno d'Italia, molto legato alla Francia sin dalla sua concezione, il minimo accenno concreto ad entrare in rotta di collisione con Parigi per la Corsica. Neanche quando, con la caduta di Napoleone III, il Re Vittorio Emanuele II, non esitò a liquidare lo Stato Pontificio nel 1870, ma non fece alcun tentativo diplomatico-militare per recuperare la Corsica nonostante le continue pressioni di Giuseppe Garibaldi. Infatti alcuni Garibaldini corsi, come Leonetto Cipriani di Centuri (Capo Còrso) (che, protagonista alla battaglia di Curtatone (1848) e poi a quella di Novara, più tardi sarà governatore delle Legazioni pontificie (1860) e senatore del Regno d'Italia), erano pronti a ripetere una piccola "Spedizione dei Mille" in Corsica sotto gli ordini di Garibaldi, che si era ritirato proprio a Caprera (vicinissima alla Corsica).
Si giunse così al 1896 quando apparve il primo giornale in lingua còrsa, A Tramuntana (la Tramontana), fondato da Santu Casanova (1850-1936) e che, sino al 1914, si fece portavoce dell'identità còrsa.
Mentre l'italiano, ancora ben vivo nell'isola all'alba del Novecento, veniva sempre più ostacolato dai Francesi (anche a seguito del mancato riconoscimento dei titoli di studio rilasciati dalle Università italiane sin dai tempi di Napoleone III, che spinse quasi tutta l'intellighenzia còrsa verso quelle francesi), i còrsi iniziarono a valorizzare la loro lingua vernacolare come strumento di resistenza ai misfatti dell'acculturazione francese che minacciava di travolgere l'anima stessa della loro isola.

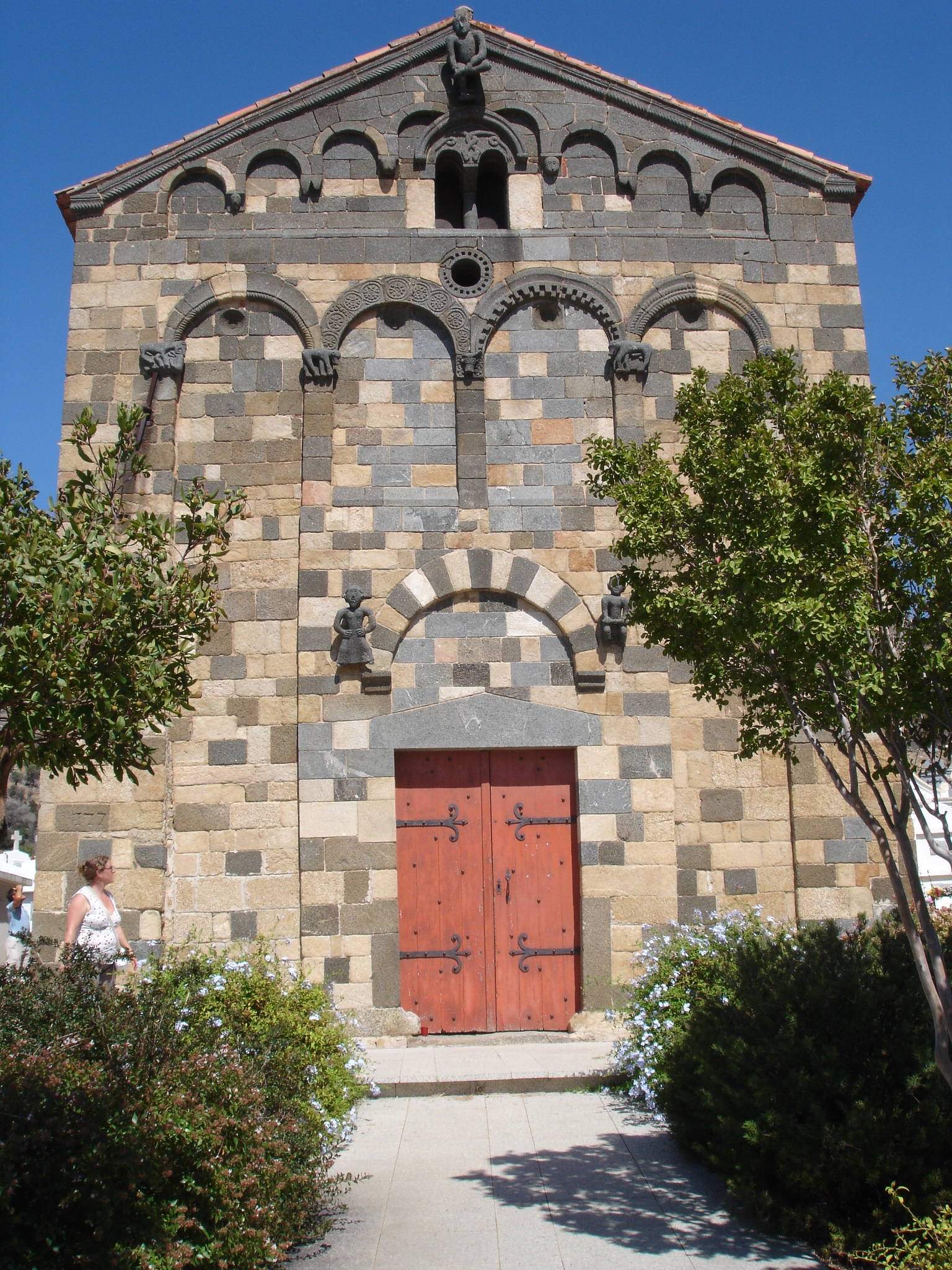
L'influenza della Repubblica di Pisa si evidenzia nello stile romanico pisano della Chiesa di Aregno.

Accanto al processo di promozione del còrso, che lo porterà ad essere sentito sempre più come lingua autonoma e non più come livello "familiare" dell'italiano, scattava un'operazione di rivendicazione nazionale che portò successivamente alla richiesta pressante di autonomia amministrativa e di studio nelle scuole della storia còrsa.
Accanto A Tramuntana un'altra rivista, A Cispra (nome di un lungo fucile pietra focaia, usato sia dai montanari che dai banditi), si fece interprete di uno stato d'animo che coinvolse trasversalmente, sia a livello di convinzioni politiche individuale, sia a livello di strati sociali, tutta quella che oggi definiremmo la "società civile" dell'isola, mentre i politici settari, di qualsiasi partito nazionale francese, restarono fuori dal processo essendo fedeli al governo centrale e al nazionalismo francese.
La prima guerra mondiale (1914-1918) coinvolse pesantemente la Corsica rivelando ulteriormente il perdurare della disparità di trattamento verso la sua popolazione nel seno dello Stato francese. Secondo alcune stime, circa il 10% dell'intera popolazione dell'isola trovava la morte sui campi di battaglia. L'impatto demografico fu disastroso e spinse la popolazione affamata a ridursi ad un'agricoltura e ad un'economia arcaica, recuperando tecniche di coltivazione del XVIII secolo per sopravvivere.
La situazione in Corsica fu tanto disperata che molti reduci preferirono emigrare nelle colonie o trovare impieghi in continente piuttosto che tornare alle proprie case in una terra sempre più desertificata sotto ogni punto di vista. Questa diaspora sovrappose il suo effetto a quello delle pesantissime perdite umane ed economiche nell'isola.

### Irredentismo

Mappa del Regno d'Italia nel 1919; in verde sono evidenziate le terre considerate "irredente"

Tra quelli che restarono in Corsica e non parteciparono alla diaspora si fece strada la radicalizzazione del movimento rivendicativo e si riallacciarono i legami anche politici con l'Italia, che già con il governo Crispi aveva perseguito lo sviluppo dei movimenti irredentisti e una politica estera avversa alla Francia.
In Corsica nacque, per impulso di Petru Rocca, A Muvra (1919), un periodico scritto prevalentemente in còrso e in italiano, con qualche articolo in francese. Attorno al giornale prese vita nel marzo 1922 il Partitu Corsu d'Azione (PCdA, autonomista, analogo al Partito Sardo d'Azione). Alla Muvra (il muflone isolano) si affiancarono altre pubblicazioni, in Corsica e in Italia, da dove il quotidiano livornese "Il Telegrafo" diffuse in Corsica, a partire dal 1927, un'edizione per l'isola, che ebbe ampia circolazione.
Oltre alla fioritura di giornali e i periodici si moltiplicarono studi linguistici (come l'Atlante Linguistico Etnografico Italiano della Corsica di Gino Bottiglioni) e storico-etnografici (Archivio Storico di Corsica e Corsica Antica e Moderna) dedicati all'isola, editi sia in Italia che in Corsica.
Altri corsi famosi che cercavano di rivitalizzare il rapporto con l'Italia furono Dumenicu Antone Versini (detto Maistrale), Matteu Rocca ("I lucchetti" nel 1925), l'abate Dumenicu Carlotti, detto Martinu Appinzapalu ("Pampame corse" nel 1926), Ageniu Grimaldi ed Ugo Babbiziu ("Una filza di francesismi colti nelle parlate dialettali corse" nel 1930). Petru Giovacchini scrisse i poemi "Musa Canalinca" e "Rime notturne" nel 1933 in Corsica (ma successivamente -esule a Roma- compose "Aurore", "Poesie corse", "Corsica Nostra" e "Archiatri pontifici corsi").

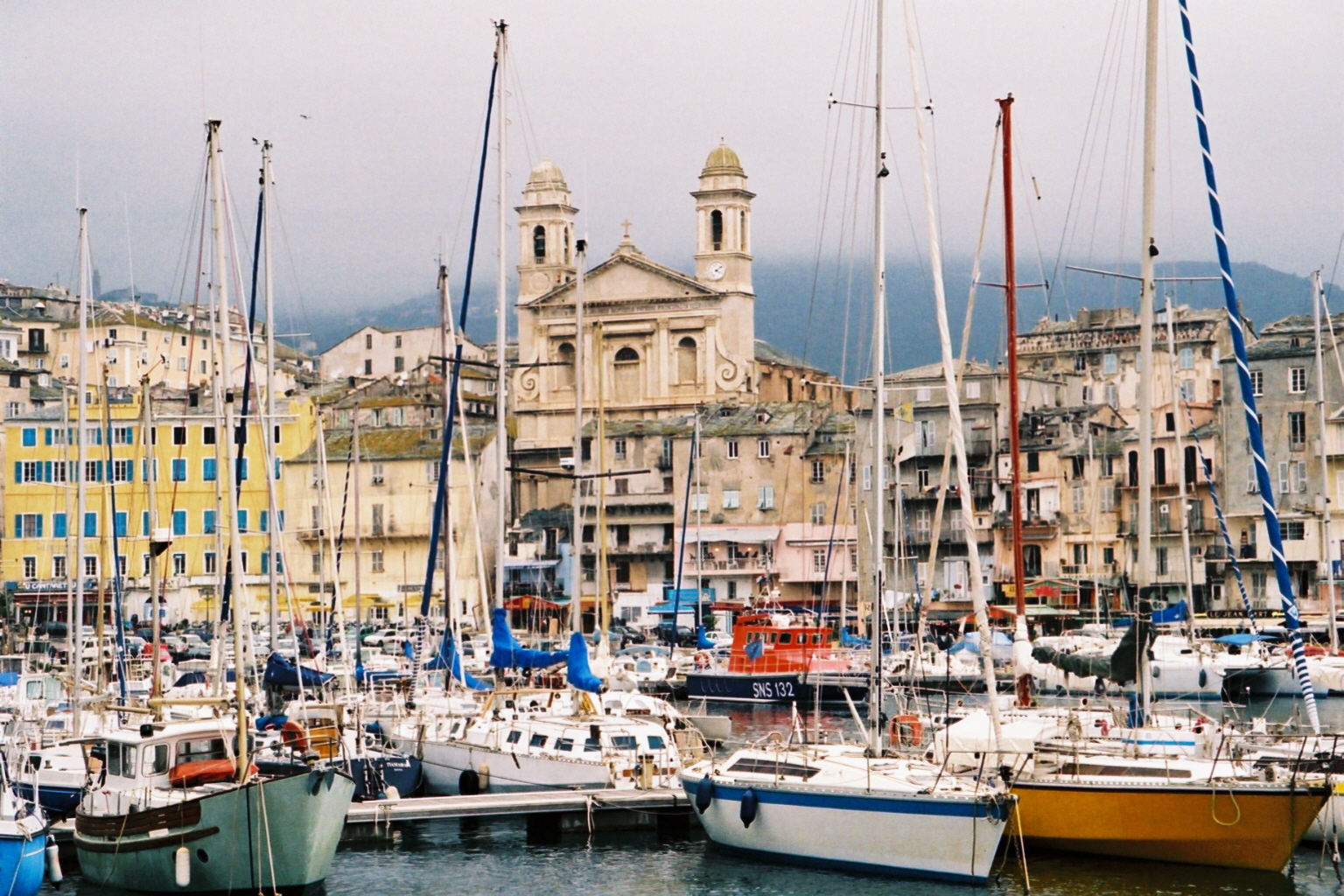
La tipica architettura in stile genovese di Bastia, capitale della Corsica nei cinque secoli di dominio della Repubblica di Genova

Si realizzava così il passaggio dalla rivendicazione autonomista ed identitaria a quella più marcatamente indipendentista e nazionalista che, con l'avvento della propaganda mussoliniana, si venava d'irredentismo: il governo fascista non lesinava finanziamenti agli indipendentisti còrsi e s'istituirono molte borse di studio per ottenere che i giovani còrsi tornassero a frequentare le università italiane.
La storiografia e la propaganda politica francese hanno sfruttato abilmente (e con notevole successo) l'inquinamento fascista per screditare e obliterare il movimento "corsista" contrario alla "francesizzazione" nel suo complesso, operando una semplificazione che equipara l'autonomismo e l'indipendentismo isolano al fascismo, con tutto il carico di disprezzo che evoca l'implicita accusa di tradimento e di adesione ad un sistema dittatoriale sconfitto dalla Storia.
In verità l'avvento di Mussolini in Italia non fece che seguire, non anticipare - né generare - un diffuso e davvero mai del tutto sopito sentimento di estraneità dei còrsi alla nazione francese. La tradizionale ed antichissima tendenza degli isolani a invocare aiuti esterni (con Sampiero s'era cercato aiuto persino presso i Turchi) e a raccogliersi attorno a personaggi "forti" nella sfortunata coincidenza storica, spinse il movimento corsista verso un abbraccio quasi fatale con il Fascismo italiano. Tale deriva va letta piuttosto come un evento "incidentale" (ed anzi stimolato dall'indifferenza francese), che come un'adesione piena e realmente ideologica. Del resto Santu Casanova già invocava un "uomo del destino" sulle colonne della Tramuntana nel 1902, riferendosi a un novello Pasquale Paoli.
Oltre a Petru Rocca si distinserono nel movimento irredentista della Corsica altri personaggi, quasi tutti ad un tempo letterati (con produzioni poetiche in còrso e in italiano) e attivisti politici. Alcuni di essi, come i fratelli Ghjuvanni e Anton Francescu Filippini (quest'ultimo, considerato il maggior poeta còrso, fu segretario di Galeazzo Ciano), sceglieranno giovanissimi l'esilio in Italia; Bertino Poli, Domenico Carlotti ("Martinu Appinzapalu"), Petru Rocca, Pier Luigi Marchetti ed altri finiranno tragicamente per unire il loro destino pubblico a quello del regime fascista.
Lo stesso destino segnerà la vita di Marco Angeli e di Petru Giovacchini, condannati a morte in contumacia, in Francia, come disertori e traditori subito dopo la sconfitta d'Italia nella seconda guerra mondiale.
Marco Angeli, di Sartene, collaborò al A Muvra dal 1919 al 1924, distinguendosi come polemista, poeta e come autore del primo romanzo in còrso (Terra corsa, Ajaccio, 1924): fu intensa anche la sua attività politica, come segretario del PCdA. Dal 1926, accusato di diserzione in Francia, fu esule in Italia, dove s'era laureato in medicina a Pisa.Fondò per primo il movimento irredentista per la Corsica italiana agendo di concerto con Francesco Guerri di Livorno che faceva parte del Comitato segreto "Corsica" fondato nel 1924 a Roma per volere espresso di Mussolini. L'Angeli fu, quindi, il primo in Italia ad organizzare la politica di rivendicazione della Corsica all'Italia secondo le progressive linee programmate in merito dal suddetto Comitato alle dipendenze dirette del Ministero degli Affari Esteri.
Dal 1930 sviluppò da Pisa un'intensissima attività propagandistica di stampo via via sempre più apertamente irredentista. Dalla città alfea Angeli giunse a creare una rete capillare di attivisti che, raccolti nei Gruppi d'Azione Còrsa, contava migliaia di aderenti in tutta Italia negli anni trenta. Marco Angeli inoltre pubblicò a Milano Gigli di Stagnu e Liriche corse nel 1934, rivelandosi, di poi, oltreché poeta, articolista ed agitatore politico, anche lessicografo, per i suoi studi dedicati al dialetto corso sulla rivista "Corsica Antica e Moderna", di cui era anche redattore capo.
Nel 1932, con il temporaneo riavvicinamento politico tra Italia e Francia, condusse allo scioglimento dei Gruppi fondati e presieduti da Marco Angeli a Pisa il 2 maggio 1930. Essi risorsero per decisione governativa ad opera di Petru Giovacchini, che li rifondò sotto il nome di "Gruppi di Cultura Corsa" il 27 novembre 1933 a Pavia, diventandone il Presidente e conducendo un'azione di propaganda irredentista più riservata, rispetto a quella precedentemente attuata dall'Angeli, sino almeno allo scoppio della guerra nel 1940.
Alla fine degli anni trenta anche in Corsica la simpatia per l'Italia raggiungeva punte notevoli. Infatti Santu Casanova (che morirà esule in Italia, a Livorno) produsse scritti e poesie celebrative della guerra d'Etiopia e Bertino Poli scrisse "Il pensiero irredentista corso e le sue polemiche" a Firenze nel 1940.
Gli irredentisti corsi inoltre giunsero ad organizzare pubblici festeggiamenti, che ebbero notevole partecipazione popolare, in occasione della proclamazione dell'Impero italiano il 9 maggio 1936. Il loro capo era Petru Giovacchini, che in quei festeggiamenti esplicitamente rivendicava la "redenzione" della Corsica.
Molta parte della popolazione della Corsica, tuttavia, restava indifferente al richiamo annessionista al Regno d'Italia, anche se vi furono delle manifestazioni di giubilo per le imprese coloniali italiane (conquista dell'Etiopia e dell'Albania) nel 1936 e 1939. Nel 1938 vi fu anche la rivendicazione ufficiale del Regno d'Italia sulla Corsica pronunciata dal ministro degli Esteri, Galeazzo Ciano, salutata con enorme soddisfazione da Santu Casanova e dal suo gruppo di irredentisti corsi.
Nel 1939 lo stesso Mussolini propose, in una seduta del Gran Consiglio del Fascismo dove prevedeva l'entrata in guerra dell'Italia non prima del 1942, di appoggiare l'autonomia della Corsica per poi renderla italiana in tre tempi: 1°. tempo: ravvivare le tendenze autonomistiche dei Corsi; 2°. tendere all'indipendenza della Corsica; 3°. annessione all'Italia.

Occupazione della Francia durante la seconda guerra mondiale, con evidenziata anche l'occupazione italiana della Francia meridionale e della Corsica (novembre 1942-settembre 1943)

Durante i primi anni della seconda guerra mondiale, molti intellettuali corsi fecero propaganda a favore dell'Italia (specialmente i "Gruppi di Cultura Corsa"). Tra costoro primeggiavano Marco Angeli, Bertino Poli, Marchetti, Luccarotti, Grimaldi e Petru Giovacchini (che fu proposto come Governatore della Corsica se l'Italia avesse annesso l'isola nel 1942). Petru Giovacchini arrivò a dichiarare che Pasquale Paoli (l'eroe della Corsica) fu il precursore dell'irredentismo corso favorevole all'unificazione dell'isola all'Italia.
I "Gruppi di Cultura Corsa" di Giovacchini arrivarono a contare 72.000 membri nel febbraio 1942, composti in parte da Corsi residenti in Italia e in parte da Italiani simpatizzanti con l'idea.
Tra il novembre 1942 ed il settembre 1943 la Corsica fu occupata militarmente dal Regno d'Italia e diversi corsi collaborarono attivamente nella speranza di una unificazione dell'isola all'Italia. Giovacchini e Poli scrissero di Redenzione della Corsica simile a quanto avvenuto in Dalmazia, ma lo stesso Mussolini si oppose all'annessione dell'isola all'Italia finché la guerra durava. Oltre 85.000 militari italiani mantennero il controllo dell'isola, che ha solo circa 300.000 abitanti.
Man mano che la Resistenza corsa si organizza, la repressione degli occupanti italiani si fa più dura. L'OVRA, la polizia politica fascista e le Camicie Nere arrestano, deportano e fucilano molti resistenti corsi, soprattutto nel periodo giugno-luglio 1943; Arrigoni (31) fornisce il dato di 172 partigiani uccisi o fucilati e 474 deportati in Italia, mentre Gambiez (32) parla di 860 deportati. Il 10 luglio 1943, gli Alleati sbarcano in Sicilia e il 25 luglio Mussolini viene destituito. I Tedeschi, che iniziano a diffidare dell'alleato italiano, portano in Corsica a fine luglio la brigata d'assalto "SS Reichsführer" per affiancare le truppe d'occupazione italiane. Ma dopo l'Armistizio dell'8 settembre 1943, come noto, tutto cambia: in Italia e in Corsica iniziano i 20 mesi di Resistenza antinazista e antifascista.
Dopo il 1945 un centinaio di corsi furono processati dai tribunali militari francesi ed incolpati di tradimento e collaborazionismo con l'Asse. Otto furono condannati a morte, ma solo il colonnello Petru Cristofini fu fucilato.
Anche la moglie di Cristofini, la prima giornalista corsa Marta Renucci, che affermava apertamente idee filoitaliane, fu arrestata con la stessa accusa e condannata a 15 anni di prigione. Scontata la pena nelle carceri di Algeri, rientrò in Corsica, dove visse in isolamento fino alla morte (avvenuta nel 1997 al policlinico di Furiani).
Attualmente non esiste più un irredentismo italiano in Corsica, praticamente scomparso con la morte di Petru Giovacchini, l'ultimo irriducibile sostenitore, nel 1951. Ma movimenti autonomisti e independentisti della Corsica - ispirati anche alle idee dei Corsi italiani - sono attivi nell'isola, come nel caso del "Partitu di a Nazione Corsa" e del Fronte di Liberazione Nazionale Corso (quest'ultimo di matrice terrorista dal 1975).
Comunque ancora negli anni novanta e duemila non sono mancate iniziative di affermazione di un'identità italiana dell'isola. Tra queste si annovera la rivista A Viva Voce, animata da un gruppo di studiosi isolani che si propone di utilizzare, al posto del corso o in supporto ad esso, la lingua italiana come lingua colta, e il sito web di notizie in italiano sull'isola Corsica Oggi, fondato nel 2015. Dello stesso avviso è un libro di Corso Donati, che nel suo saggio del 2000, Corsica amara, dibatte della necessità per i corsi di riallacciarsi alla comune tradizione linguistica della penisola italiana anziché cercare di darsi una lingua propria, dal punto di vista letterario assai carente.